# Bálint Hóman
Bálint Hóman (Budapest, 29 gennaio 1885 – Vác, 2 giugno 1951) è stato uno storico e politico ungherese.
Bálint Hóman studiò a Budapest. Nel 1922 divenne direttore della Biblioteca Nazionale Széchényi e, nel 1923, del Museo Nazionale Ungherese.
Nel 1925 divenne professore di Storia ungherese all'Università di Budapest.
Dal 1932 al 1942 fu Ministro alla Pubblica Istruzione. Di orientamento politico favorevole alla Germania fin dal 1930 e padre di norme antisemite.
Appoggiò il colpo di Stato nazista del 14 ottobre 1944, e nello stesso anno fu tra i responsabili della deportazione degli ebrei ungheresi nei campi nazisti, nei quali morirono in circa 600.000.
Per questo e per i crimini di guerra commessi, nel 1946, fu processato e condannato all'ergastolo, pena che scontò a Vác, dove morì.

Come storico egli, con la sua scuola, operò un'ampia revisione della storia ungherese.
Di fondamentale importanza è la sua opera Magyar Történet ("La storia ungherese", 1928-34). 
Importanti anche i suoi studi di critica testuale e di numismatica.

## La proposta di erezione di un monumento
Nel 2015 la "Fondazione Bálint Hóman" avrebbe proposto l'erezione di un monumento dedicato a Bálint Hóman il 29 dicembre a Székesfehérvár, la città che Hóman rappresentava in parlamento, ottenendo inizialmente il sostegno del comune.
A causa delle posizioni filo-naziste e antisemite di Hóman,  la proposta fu seguita immediatamente da proteste e manifestazioni a livello internazionale, che risultarono nel ritiro del supporto alla costruzione della statua da parte del sindaco di Székesfehérvár, Andras Cser-Palkovics.